# Giovanni I del Portogallo
Giovanni d'Aviz detto il Buono o il Grande (João in portoghese, Juan in spagnolo e in asturiano, Chuan in aragonese, Joanes in basco, Xoán in galiziano, Joan, in catalano, e Jean in francese John in inglese, Johann in tedesco e Johan in fiammingo; Lisbona, 11 aprile 1357 – Lisbona, 14 agosto 1433) è stato il decimo re del Portogallo e dell'Algarve dal 1385 al 1433.

## Origine
Era figlio illegittimo del re del Portogallo e dell'Algarve Pietro I il Giustiziere e della sua amante, Teresa Lourenço, figlia di Lourenço Martins de Praza, un mercante di Lisbona e di Sancha Martins. Nacque nel 1357 

## Biografia
Nel 1364 fu consacrato Gran Maestro dell'Ordine d'Aviz.
Il 18 gennaio 1367 morì suo padre, Pietro I, e il suo fratellastro Ferdinando salì al trono come Ferdinando I.
Nel 1379 il fratellastro Ferdinando, dopo la morte dei figli maschi, aveva designato un altro fratellastro, Giovanni, figlio della galiziana Inés de Castro, come suo erede; ma la moglie di Ferdinando I, la regina consorte, Eleonora Telles de Menezes, rivendicando gli interessi della figlia Beatrice, si oppose e Giovanni del Portogallo fu costretto a fuggire in Castiglia.

### Crisi del 1383-85
Nell'ottobre del 1383, alla morte del re del Portogallo Ferdinando I, come da accordi prematrimoniali presi con il marito della figlia, il re di Castiglia, Giovanni I, la regina madre Eleonora assunse la reggenza del regno portoghese per conto della figlia Beatrice. Ma in Portogallo non tutti accettarono la situazione sia per la sua fama di adultera sia perché, nel caso Beatrice fosse premorta a Giovanni di Castiglia, il Portogallo si sarebbero trovato con un re straniero.
In questa situazione di malcontento, due persone di rango reale, entrambi fratellastri del defunto re Ferdinando, venivano indicate come degne di poter salire sul trono del Portogallo e quindi contendere il trono a Beatrice: oltre a Giovanni, Gran Maestro dell'Ordine di Aviz, veniva indicato anche il sopraccitato, Giovanni, duca di Valencia de Campos (un feudo leonese), figlio di Pietro il Giustiziere e di Inés de Castro, che il defunto Ferdinando, nel 1379, aveva scelto come suo erede.
La nobiltà era divisa. Una parte era per il duca Giovanni, considerato un principe di casa reale in quanto sua madre, Inés de Castro, era stata sposata in segreto e quindi legittimato, mentre Giovanni d'Aviz era un illegittimo; ma a favore di quest'ultimo giocava il fatto che era sempre vissuto in Portogallo mentre il suo fratellastro, dopo la tragica morte della madre era stato portato in León ed era stato investito di un feudo leonese
Un gruppo di nobili, tra cui Nuno Álvares Pereira, con l'appoggio della popolazione di Lisbona, nel dicembre del 1383, proclamò Giovanni di Aviz, difensore del regno, dopo che quest'ultimo oltre a decretarne l'esecuzione con il Pereira, partecipò personalmente all'assassinio del conte Andeiro, non solo per la sua scandalosa condotta con la reggente, ma anche per la sua politica filocastigliana.
Giovanni di Castiglia, chiamato da Eleonora, nel gennaio del 1384, invase il Portogallo e dopo aver subito una sconfitta a Atoleiros, il 6 aprile, ad opera di Nuno Álvares Pereira raggiunse Santarem e subentrò ad Eleonora Telles de Menezes nel governo del Portogallo.

Nell'aprile del 1384 Nuno Álvares Pereira fu nominato Connestabile del Portogallo e Conte di Ourém.
Nel mese di maggio Giovanni mise l'assedio a Lisbona, mentre Porto, dopo avere aderito alla causa autonomista (anticastigliana), prima respinse un attacco di truppe castigliane provenienti dalla Galizia guidate dell'arcivescovo di Santiago di Compostela, poi inviò, in aiuto di Lisbona, uno squadrone che, forzato il blocco castigliano sul Tago, ruppe l'assedio nel mese di agosto.
Dopo il ritiro delle truppe castigliane da Lisbona, nel mese di settembre, la guerra civile in Portogallo (conosciuta come Crisi 1383-1385 o come Interregnum) proseguì, per circa un anno condotta da Giovanni di Aviz ma soprattutto da Nuno Álvares Pereira, che dimostrò delle non comuni doti militari, sottomettendo diverse località che si erano schierate con la Castiglia.
Nell'aprile del 1385 le Cortes portoghesi furono convocate a Coimbra, per decidere della successione alla corona: gli autonomisti erano divisi tra il difensore del regno, Giovanni di Aviz e il fratellastro Giovanni, duca di Valencia de Campos. Nuno Álvares Pereira appoggiò Giovanni di Aviz che fu il prescelto, e fu proclamato re il 6 aprile 1385, con il nome di Giovanni I del Portogallo.

### Guerra con la Castiglia, 1385-1387 (sino al 1411)
Anche se ora Giovanni di Aviz era re del Portogallo quasi tutto il nord e il centro del Portogallo, tra cui circa settanta tra città e castelli era a favore dalla regina Beatrice e continuava a obbedire a Giovanni I di Castiglia.

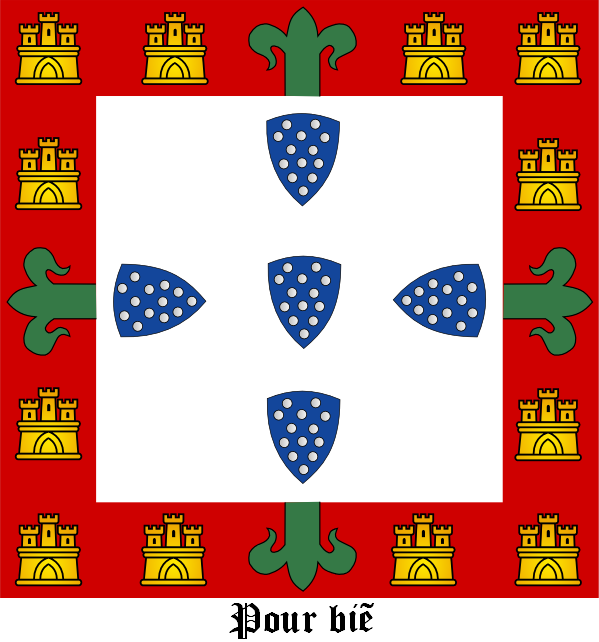
Bandiera personale di Giovanni I con il suo motto: «Pour bien»

Il conestabile, Nuno Álvares Pereira, prevedendo una reazione castigliana per difendere gli interessi della regina Beatrice, mise sotto assedio le città, soprattutto nel nord del regno, che appoggiavano la Castiglia.
Infatti nella primavera del 1385 Giovanni I di Castiglia inviò la flotta alla foce del Tago che pose il blocco a Lisbona, e, dopo avere invaso il Portogallo e subito una sconfitta a Trancoso, a maggio, ai primi di giugno, Giovanni I di Castiglia ritornò in Portogallo con un esercito di 32.000 uomini, tra castigliani e francesi. Il re del Portogallo, Giovanni, poteva opporre solo 6.500 uomini (inclusi duecento arcieri inglesi), tutti appiedati, condotti da Nuno Álvares Pereira; lo scontro avvenne il 14 agosto del 1385 ad Aljubarrota, Alcobaça (Portogallo) e la vittoria fu così netta che i portoghesi entrarono in Castiglia e, il 15 ottobre, sconfissero i castigliani anche a Valverde.

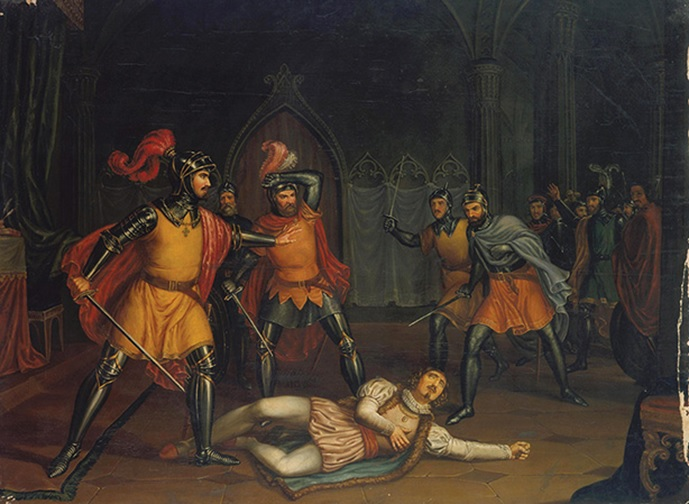
Morte del Conte Andeiro (Museo Nazionale Soares dos Reis, Porto)

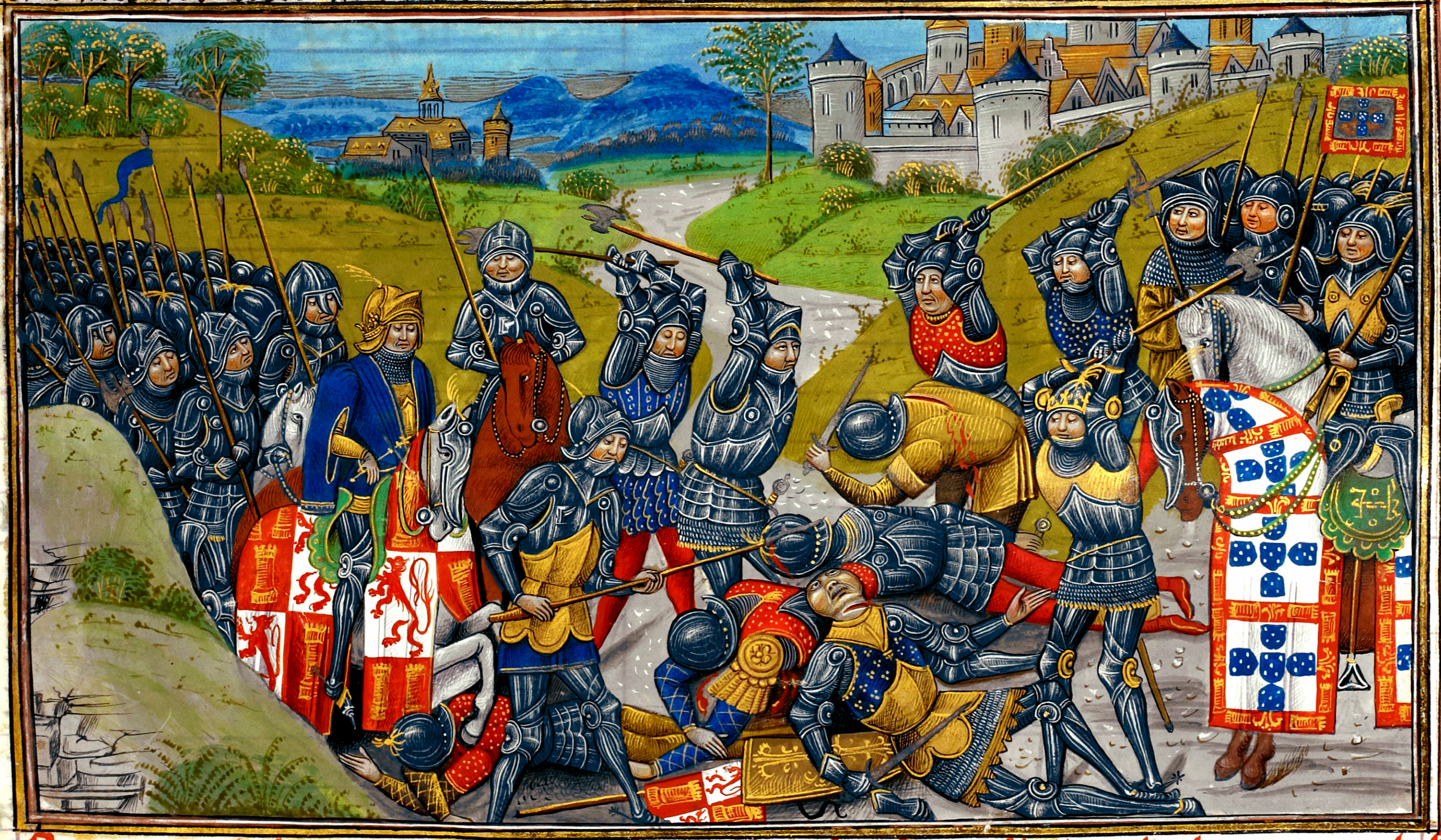
Il genio militare di Nuno Álvares Pereira fu decisivo nella battaglia di Aljubarrota

Giovanni Plantageneto, I duca di Lancaster, figlio di Edoardo III d'Inghilterra e zio del re d'Inghilterra Riccardo II, aspirante al trono di Castiglia perché marito della figlia di Pietro I di Castiglia, Costanza, alla notizia della battaglia di Aljubarrota, decise di difendere con le armi le sue rivendicazioni al trono di Castiglia; dopo che, il 9 maggio 1386, fu firmato il trattato di Windsor tra Giovanni I del Portogallo e Riccardo II d'Inghilterra, il duca di Lancaster, a luglio sbarcò a La Coruña e invase la Galizia e si incontrò con il re del Portogallo Giovanni I, promettendogli in sposa la propria figlia, Filippa di Lancaster.
La campagna anglo-portoghese fu poco proficua e alla fine, dopo circa un anno, fu accettata la proposta di pace dei castigliani: il trattato di pace siglato nel 1387 e stabiliva, tra Portogallo e Castiglia, una tregua di tre anni, oltre a un cospicuo indennizzo al duca di Lancaster, per le spese sostenute, e il matrimonio tra la figlia del duca, Caterina (nipote di Pietro I di Castiglia), e l'erede al trono di Castiglia, Enrico, ristabilendo così la legittimità della dinastia dei Trastamara sul trono di Castiglia.
L'11 febbraio del 1387, a Porto, Giovanni I sposò Filippa di Lancaster, figlia di Giovanni Plantageneto, I duca di Lancaster (figlio di Edoardo III d'Inghilterra e zio del re d'Inghilterra Riccardo II) e di Bianca di Lancaster (1345-1369), figlia di Enrico di Grosmont, primo duca di Lancaster e di Isabella di Beaumont.
La guerra con la Castiglia, nel 1387, era praticamente terminata; la tregua fu rinnovata per altri quindici anni, ma nel 1396 le ostilità si riaccesero. I portoghesi invasero la Castiglia, occupando Badajoz, nel mese di maggio, mentre i castigliani risposero bruciando Viseu. Nel 1402 la guerra terminò, e fu seguita da una nuova tregua di dieci anni e infine Giovanni I, il 31 ottobre 1411, siglò la pace con il reggente del regno di Castiglia Ferdinando, a nome del re Giovanni II, ponendo fine alla guerra che era iniziata nel 1383.

### Regno
La lunga guerra con la Castiglia aveva sottratto un gran numero di uomini alle loro consuete occupazioni, abituandoli al combattimento e al saccheggio; finita la guerra, per tenere occupate queste masse di sbandati e, allo stesso tempo, frenare la pirateria e continuare la crociata contro i musulmani, Giovanni iniziò a intraprendere spedizioni oltremare che ebbero come risultato la conquista di Ceuta (21 agosto 1415; la moglie Filippa morì, di peste nera, due giorni prima della presa della città) e la sua occupazione permanente.
Le spedizioni ebbero anche un carattere esplorativo e furono condotte e coordinate dal figlio, Enrico detto il Navigatore. Portarono alla riscoperta di Porto Santo (1418) e Madera (1419), ripopolate e sfruttate economicamente e all'inizio del popolamento delle Azzorre (1427) e della conquista delle Canarie, dando inizio al periodo delle scoperte.
Sempre a causa della guerra Giovanni I aveva dovuto fare una gran quantità di concessioni di terre della corona al conestabile, Nuno Álvares Pereira, e ad altri, tanto che alla fine del conflitto il patrimonio della corona era assai impoverito. Giovanni I dovette anche ricomprare alcuni feudi e mise allo studio una legge, la Lei mental (le terre concesse dalla corona non potevano essere divise né alienate e venivano trasmesse in eredità solo al maggiore dei figli maschi e non alle femmine, ovviamente per tornare alla corona in mancanza di eredi), che fu poi promulgata da suo figlio, Edoardo del Portogallo, per poter recuperare almeno una parte dei terreni.
In materia di tassazioni Giovanni I estese la sisa a tutto il regno, in origine una tassa comunale.
Giovanni I ripristinò la Lei das sesmarias, che prevedeva che le terre non coltivate fossero date in concessione a chi le avrebbe lavorate e chi si mostrava inoperoso veniva costretto a lavorare e se persisteva veniva arrestato.
Fu un monarca molto istruito, amante delle lettere e aperto alle novità che seppe trasmettere questo amore anche ai suoi figli. Edoardo, il suo successore, fu anche poeta; Pietro, detto "Príncipe das Sete Partidas" fu un grande viaggiatore e visitò la sette parti del mondo; Enrico detto il Navigatore diede inizio al periodo delle scoperte.
Il grande poeta portoghese Luís de Camões li cita nel racconto epico, I Lusiadi, come Ínclita geração.
Giovanni I morì a causa della peste, a Lisbona, il 14 agosto 1433 e fu tumulato nella cappella del fondatore nel Monastero di Batalha, da lui fatto costruire.
Gli successe il figlio Edoardo.

## Discendenza
Dalla moglie Filippa di Lancaster Giovanni ebbe dodici figli:
- Bianca (1388 - 1389);
- Alfonso (1390 - 1400), erede;
- Edoardo (1391 - 1438), successore del padre con il nome di Edoardo I del Portogallo;
- Pietro (1392 - 1449), primo duca di Coimbra e reggente durante la minore età di Alfonso V del Portogallo;
- Enrico il Navigatore (1394 - 1460), primo duca di Viseu;
- Eleonora (morta giovane);
- Isabella (1397 - 1471), duchessa consorte di Borgogna tramite il matrimonio con Filippo il Buono e madre di Carlo il Temerario;
- Bianca (1398);
- Giovanni (1400 - 1442), connestabile del Portogallo;
- Ferdinando il Santo (1402 - 1443)
- Giovanna (morta giovane);
- Dionigi (morto giovane).

Giovanni ebbe tre figli illegittimi da Inês Pires, figlia di Pero Esteves, un calzolaio ebreo di origine castigliana, e Maria Anes:
- Alfonso (circa 1377-1461), capostipite del casato di Braganza, conte di Barcelos e primo duca di Braganza;
- Bianca (1378 - morta giovane);
- Beatrice (1386 - 1447), che sposò Thomas FitzAlan, undicesimo conte di Arundel, Gilberto Talbot, quinto conte di Talbot e il conte di Huntingdon, John Holland.

## Ascendenza
|                           |   |                                | Genitori                 |  |  | Nonni |  |  | Bisnonni               |  |  | Trisnonni                  |  |
|                           |   |                                |                          |  |  |       |  |  | Dionigi del Portogallo |  |  | Alfonso III del Portogallo |  |
|                           |   |                                |                          |  |  |       |  |  | Dionigi del Portogallo |  |  | Alfonso III del Portogallo |  |
|                           |   | Beatrice di Castiglia e Guzmán |                          |  |  |       |  |  | Dionigi del Portogallo |  |  |                            |  |
| Alfonso IV del Portogallo |   |                                |                          |  |  |       |  |  | Dionigi del Portogallo |  |  |                            |  |
|                           |   | Isabella d'Aragona             | Pietro III d'Aragona     |  |  |       |  |  |                        |  |  |                            |  |
|                           |   | Isabella d'Aragona             | Pietro III d'Aragona     |  |  |       |  |  |                        |  |  |                            |  |
|                           |   | Isabella d'Aragona             | Costanza di Hohenstaufen |  |  |       |  |  |                        |  |  |                            |  |
| Pietro I del Portogallo   |   | Isabella d'Aragona             |                          |  |  |       |  |  |                        |  |  |                            |  |
|                           |   | Sancho IV di Castiglia         | Alfonso X di Castiglia   |  |  |       |  |  |                        |  |  |                            |  |
|                           |   | Sancho IV di Castiglia         | Alfonso X di Castiglia   |  |  |       |  |  |                        |  |  |                            |  |
|                           |   | Sancho IV di Castiglia         | Violante d'Aragona       |  |  |       |  |  |                        |  |  |                            |  |
| Beatriz di Castiglia      |   | Sancho IV di Castiglia         |                          |  |  |       |  |  |                        |  |  |                            |  |
|                           |   | Maria di Molina                | Alfonso di Molina        |  |  |       |  |  |                        |  |  |                            |  |
|                           |   | Maria di Molina                | Alfonso di Molina        |  |  |       |  |  |                        |  |  |                            |  |
|                           |   | Maria di Molina                | Mayor Alonso de Meneses  |  |  |       |  |  |                        |  |  |                            |  |
| Giovanni I del Portogallo |   | Maria di Molina                |                          |  |  |       |  |  |                        |  |  |                            |  |
|                           | … | …                              |                          |  |  |       |  |  |                        |  |  |                            |  |
|                           | … | …                              |                          |  |  |       |  |  |                        |  |  |                            |  |
|                           | … | …                              |                          |  |  |       |  |  |                        |  |  |                            |  |
| Lourenço Martins de Praza | … |                                |                          |  |  |       |  |  |                        |  |  |                            |  |
|                           |   | …                              | …                        |  |  |       |  |  |                        |  |  |                            |  |
|                           |   | …                              | …                        |  |  |       |  |  |                        |  |  |                            |  |
|                           |   | …                              | …                        |  |  |       |  |  |                        |  |  |                            |  |
| Teresa Lourenço           |   | …                              |                          |  |  |       |  |  |                        |  |  |                            |  |
|                           |   | …                              | …                        |  |  |       |  |  |                        |  |  |                            |  |
|                           |   | …                              | …                        |  |  |       |  |  |                        |  |  |                            |  |
|                           |   | …                              | …                        |  |  |       |  |  |                        |  |  |                            |  |
| Sancha Martins            |   | …                              |                          |  |  |       |  |  |                        |  |  |                            |  |
|                           |   | …                              | …                        |  |  |       |  |  |                        |  |  |                            |  |
|                           |   | …                              | …                        |  |  |       |  |  |                        |  |  |                            |  |
|                           |   | …                              | …                        |  |  |       |  |  |                        |  |  |                            |  |
|                           |   | …                              |                          |  |  |       |  |  |                        |  |  |                            |  |